# Ammoperdix
Ammoperdix är ett litet fågelsläkte i familjen fasanfåglar inom ordningen hönsfåglar. Släktet omfattar endast två arter som förekommer från Turkiet och Arabiska halvön till norra Sudan och Pakistan:
- Visselhöna (A. griseogularis)
- Ökenhöna (A. heyi)